# Hive Arena

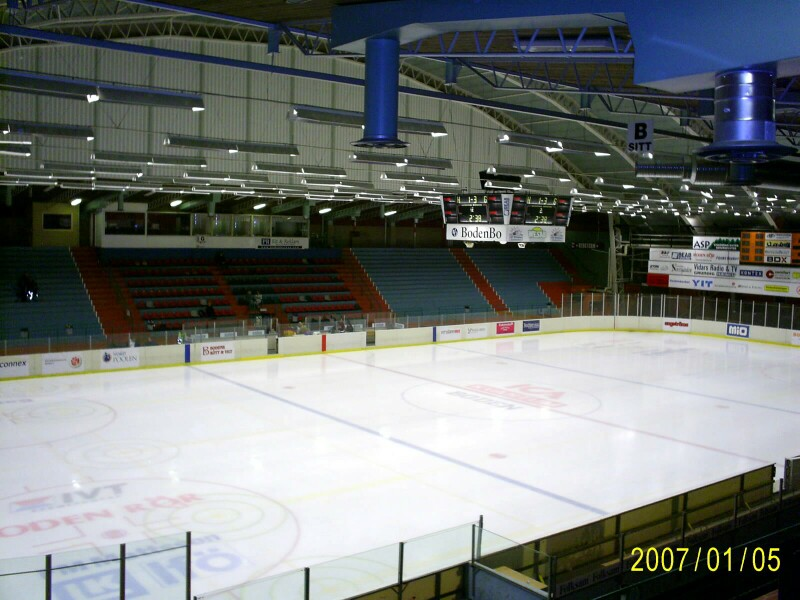
Vy mot den så kallade Bajoläktaren (ståplats), där Bodenlagens mest högljudda fans samlas.

Hive Arena, tidigare Björknäshallen, är en ishall i Björknäs i Boden, som invigdes 1965. I och med ett sponsoravtal som ingicks hösten 2022 med ett kryptovalutaföretag och innebar att det gamla namnet byttes till Hive Arena.

## Om ishallen
Den har två 66 meter långa, lätt böjda långsidesläktare med 17 steg vardera. 
Från början fanns plats för nominellt 5 000 åskådare, varav 228 sittande. Numera tar hallen in 4 000 åskådare, varav c:a 1 000 sittande. En extraläktare kunde tidigare ställas in vid ena kortsidan och då kunde hallen ta in ytterligare ca 500 stående. Från hösten 2017 finns dock en 5 x 3 meters evenemangsskärm där. 
Eftersom hallens tak spänns upp av stora bågar som går i planens längdriktning har den stor höjd i taknivån och känns väldigt rymlig. Det finns också stora möjligheter till expansion, om det skulle behövas i framtiden. Dels kan kortsidorna kläs med läktare, men framför allt torde höjden på långsidornas läktare kunna ökas med åtminstone dubbla antalet steg med relativt enkla medel, tack vare den stora takhöjden.[källa behövs]

## Publikrekord
Publikrekordet är 5 111 åskådare och sattes hösten 1969 då Bodens BK besegrade "arvfienden" IFK Luleå i ett derby i ishockey med 8-5.
Publikrekordet sedan ombyggnaden till fler sittplatser är 4 500 åskådare (extraläktaren användes) och sattes våren 1994 då Bodens IK besegrade AIK i Allsvenskan med 6-2.[källa behövs]